# Dannenfels
Dannenfels là một đô thị thuộc thuộc huyện Donnersberg, Đức. Đô thị Dannenfels có diện tích 15,79 km², dân số thời điểm ngày 31 tháng 12 năm 2006 là 923 người.